# Родопський клин
Родопський клин — це болгарська баниця, що вирізняється трикутною (клиноподібною) формою.
Страва зазвичай містить багато різних інгредієнтів. Зокрема в цьому болгарському пирозі може бути рис, молоко, сир, кропива, шпинат, кабачки, гарбуз та багато чого ще, в залежності ві регіону країни. Класичним рецептом вважається поєднання яєць, сиру (як правило шопського сиру) та рису.
Приготування Родопського клину розподіляється на дві частини: підготовка тіста та начинки.
Тісто для такої баниці робиться пісним, тому потрібно лише вода, борошно та трохи оцту. Зсипавши всі інгредієнти разом, замішуємо його, розділяємо на два шматки та почергово розкатуємо у формі клину.
Для начинки в першу чергу у каструлі відварюють рис з водою та вершковим маслом. Після того, як крупа зварилася, її охолоджують, додають яйце і сир та ретельно перемішують.
Начинку викладають на один підготований розкатаний лист тіста у вигляді клину та накривають зверху іншим і защипують краї тіста з усіх боків.
В змащену маслом сковорідку, каструлю або форму для запікання викласти підготовлений пиріг, зверху також кладуть кілька шматочків масла та ставлять до духовки або печі і запікають спочатку з одного боку, а потім перевертають і підрум'янують з іншої сторони. Після приготування можна подавати як цілим, так і порізаним на шматки.

## Використані джерела
1. За матеріалами Как се прави Родопски клин (болг.)